# Maurício de Almeida
Maurício de Almeida (Campinas, 1982) é um antropólogo e escritor brasileiro. 
Formado em antropologia pela Universidade Estadual de Campinas, venceu o Prêmio Sesc de Literatura em 2007 na categoria contos com o livro Beijando Dentes (Record, 2008). Participou das coletâneas Como se não houvesse amanhã (Record, 2010), O Livro Branco (Record, 2012), Dias de Domingos (José Olympio, 2022) dentre outras. Tem contos publicados em diversas revistas e jornais, além de traduções para o espanhol e para o inglês.
Em parceria com o jornalista João Nunes, escreveu as peças Transparência da Carne e Streaming. Com o cineasta Caue Nunes, assinou o roteiro do curta-metragem 3×4, vencedor da categoria curtas regionais no 4º Festival de Paulínia em 2011, e do curta-metragem Ao redor da mesa (baseado em conto homônimo do autor). 
Seu romance de estreia, A Instrução da Noite, foi vencedor na categoria Autor Estreante com até 40 anos do Prêmio São Paulo de Literatura em 2017. A obra mais recente Equatoriais, foi escrita a partir de viagens como antropólogo pelo Brasil e revela um Brasil invisível aos olhos desatentos do nosso tempo .
Participou em 2024 do Viagem Literária evento do Sistema Estadual de Bibliotecas do Estado de São Paulo (SISEB-SP), que reuniu escritores laureados com o Prêmio São Paulo de Literatura, em viagens por varias cidades do Estado de São Paulo, aproximando grandes autores do público .

## Obras

### Livros
- Equatoriais[11] (Maralto, 2023)
- A Instrução da Noite[12] (Rocco, 2016)
- Beijando Dentes[13] (Record, 2008)

### Coletâneas
- Dias de Domingo (José Olympio, 2022)
- O Livro Branco (Record, 2012)
- Como se não houvesse amanhã (Record, 2010)

### Teatro
- Streaming (Maurício de Almeida, João Nunes)
- Transparência da Carne (Maurício de Almeida, João Nunes)

## Prêmios
- Prêmio São Paulo de Literatura - 2017 - vencedor na categoria Autor Estreante com até 40 anos por A Instrução da Noite
- Prêmio Sesc de Literatura - 2007 - vencedor na categoria contos por Beijando Dentes